# Гоматски мост
Гоматският мост (на гръцки: Γεφύρι Γοματίου) е каменен мост в Егейска Македония, Гърция.

## Местоположение
Мостът е разположен на 2,7 km северозападно от Гомати, на основния път от Солун за Света Гора. Пресича река Петдения (Милонадико).

## История
Мостът е средновековен, построен в периода между 1000 и 1300 година и е обслужвал пътя за Света гора. Този път съществува от класическия период и през византийския период е определян като „Царски път“ (в документ на Иверския манастир от 1071 година и в документ на Великата лавра от 1321 година). Петдения в миналото е непроходима през зимните месеци, поради големите количества води и свлечените при обилните дъждове дървета и камъни и при топенето на снега по западните склонове на Какавос.
Мостът се нарича още Мост на Дядо Йорго (Παππού Γιώργου), защото в пещера на реката е живял Свети Георги Гоматски около 1780 - 1860 година и в негова чест е построен параклис до Петдения. С усилията на общината в Гомати в 1995 година Десета ефория за византийски старини изготвя проект и в 1996 година мостът е ремонтиран с циментови инжекции и подпори в оригиналния си вид. В 1998 година източната част на моста е асфалтирана и свързана с параклиса, изградена е каменна чешма и целият район е направен на място за отдих.

## Описание
Мостът е трисводен със заострени арки. Мостът е дълъг 20 m, широк 3 m, висок 3 m и отворът на голямата арка е 7 m, а на малката 4 m. Северозападната арка е изградена с местни едри каменни блокове. Източната арка е малка и ниска и е за евентуално преливане на водите на югоизток. Изработена е от подбран камък. Настилката на моста е от отлично свързани помежду си камъни, а на парапета са поставени вертикални каменни колонки да красота на конструкцията. Свързването на камъните е с високоякостен варов разтвор.